# Oscherelje
Oscherelje (russisch Ожере́лье, wörtlich „Halskette“) ist ein Stadtteil von Kaschira in der Oblast Moskau in Russland. Noch als selbständige Stadt hatte Oscherelje zuletzt 10.469 Einwohner (Stand 14. Oktober 2010). Der bedeutende Eisenbahnknotenpunkt befindet sich im Süden der Oblast, 125 km von Moskau und 10 km südöstlich des alten Stadtzentrums von Kaschira.

## Geschichte
Seit 1578 als Dorf bekannt, wurde Oscherelje 1900 zu einer Stationssiedlung an der damals gebauten Strecke von Moskau nach Lipezk und Pawelez. Mitte der 1930er-Jahre wurde eine nahe Oscherelje beginnende Abzweigung von der Strecke Richtung Wenjow und Nowomoskowsk erbaut, so dass Oscherelje zu einem Eisenbahnknotenpunkt wurde. Bedingt dadurch, entstand dort ein größeres Lokomotiven-Depot sowie eine Eisenbahn-Fachschule.
1937 erhielt Oscherelje den Status einer Siedlung städtischen Typs und 1958 die Stadtrechte. Am 16. November 2015 wurde es nach Kaschira eingemeindet.

### Bevölkerungsentwicklung
| Jahr | Einwohner |
| ---- | --------- |
| 1939 | 5.538     |
| 1959 | 11.916    |
| 1970 | 12.888    |
| 1979 | 14.450    |
| 1989 | 16.231    |
| 2002 | 11.113    |
| 2010 | 10.469    |

Anmerkung: Volkszählungsdaten

## Wirtschaft und Verkehr
Die Bedeutung Oschereljes als Eisenbahnknoten prägt seine Wirtschaft. Vom Bahnhof der Stadt aus gibt es direkte Zugverbindungen zum Pawelezer Bahnhof in Moskau, ferner beispielsweise nach Kaschira, Domodedowo oder Serebrjanyje Prudy. Die wichtigste Straßenverbindung ist die bis nach Astrachan führende Fernstraße M6.
Neben Eisenbahnwerkstätten gibt es in der Stadt eine Ziegelei sowie landwirtschaftliche Betriebe.

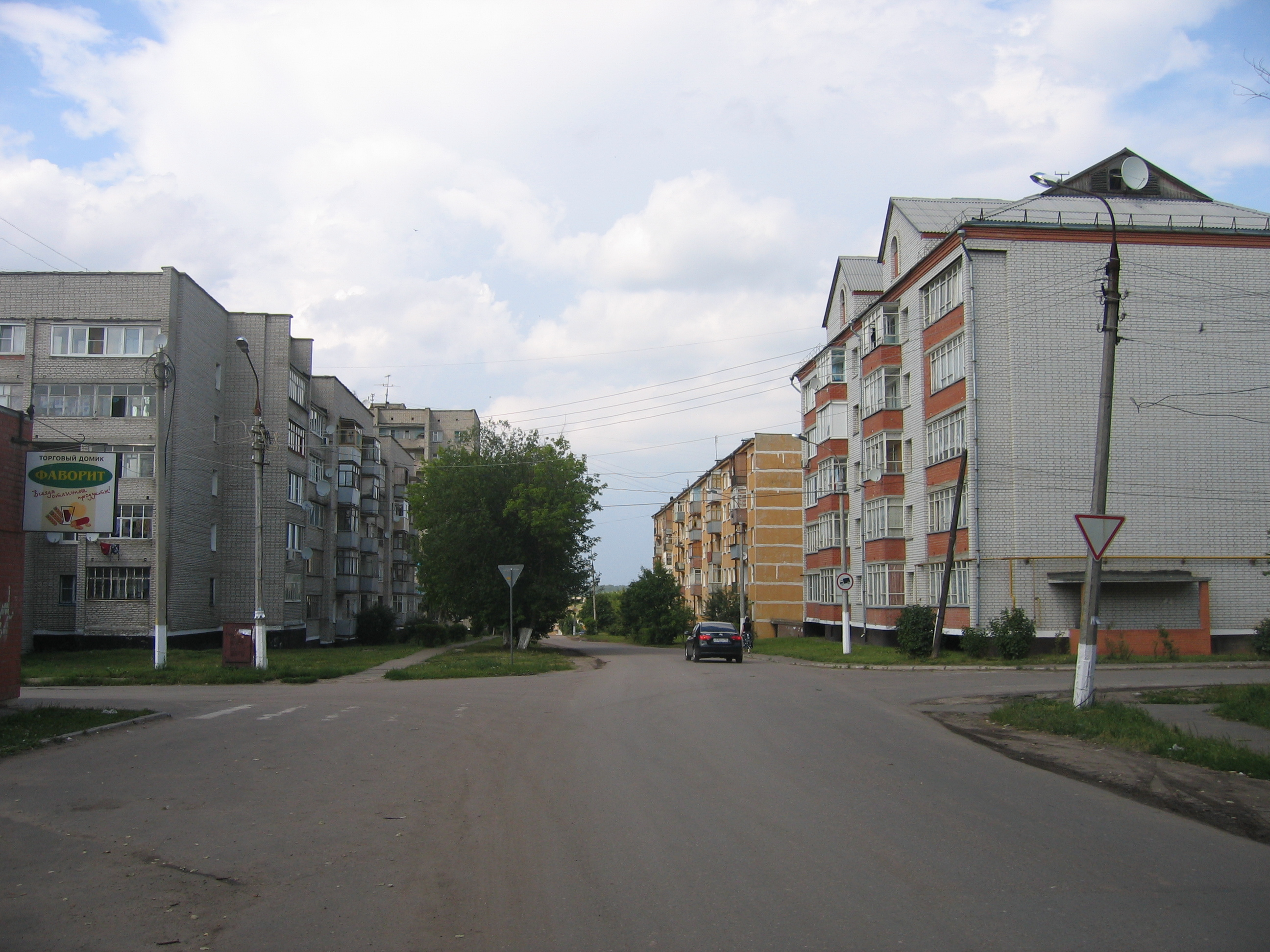
Wohnblock in Oscherelje
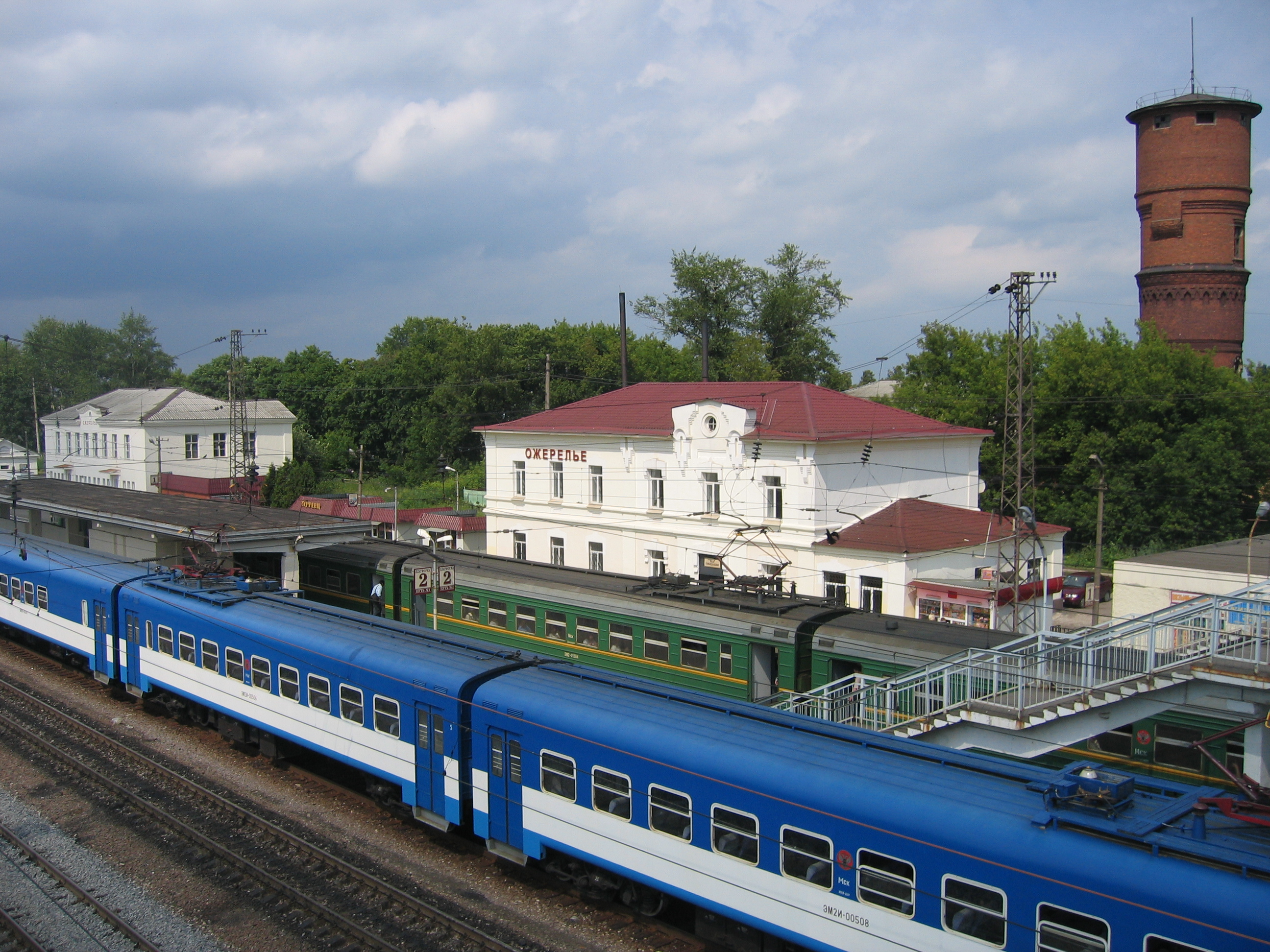
Bahnhof Oscherelje

## Persönlichkeiten
- Sergei Gorjatschew (1970–2023), russischer Offizier